# Santo Stefano Quisquina
Santo Stefano Quisquina er en italiensk by (og kommune) i regionen Sicilien i Italien, med omkring 4.070(2023) indbyggere. 